# ألبيرت روخا
ألبيرت روخا (بالإسبانية: Albert Roca) (20 أكتوبر 1962 ببرشلونة في إسبانيا - ) هو مدرب كرة قدم وبروفيسور ولاعب كرة قدم إسباني في مركز الدفاع. لعب مع أتلتيكو مدريد ب وريال سرقسطة ونادي أوسبيتاليت ونادي ساباديل ونادي بالاموس ‏ وDeportivo Aragón ‏.

## وصلات خارجية
- ألبيرت روخا على موقع الاتحاد الدولي (مؤرشف)  (الإنجليزية)
- ألبيرت روخا على موقع قاعدة بيانات كرة القدم.إي يو (الإنجليزية)
- ألبيرت روخا على موقع Soccerway.com (الإنجليزية)